# Höferspitze
Die Höferspitze ist ein 2131 m ü. A. hoher Nebengipfel des Heiterbergs in den Allgäuer Alpen. 

## Lage und Umgebung
Sie liegt oberhalb des Kleinwalsertals in der Baader Bergumrahmung, dem Bergzug, der die Ortschaft Baad im Westen begrenzt. Nordwestlich der Höferspitze liegt der Weiße Schrofen, ein weiterer Nebengipfel des Heiterbergs, gefolgt vom Gipfel des Heiterbergs. Nordöstlich liegt der Hochalppass.

## Besteigung
Der Gipfel der Höferspitze ist einerseits von Neßlegg auf einem Wanderweg, andererseits vom Hochtannbergpass oder von Hochkrumbach aus auf einem markierten alpinen Steig erreichbar, die zweite Variante verläuft über den Ostgrat und ist nur für geübte Bergsteiger geeignet.

## Bilder

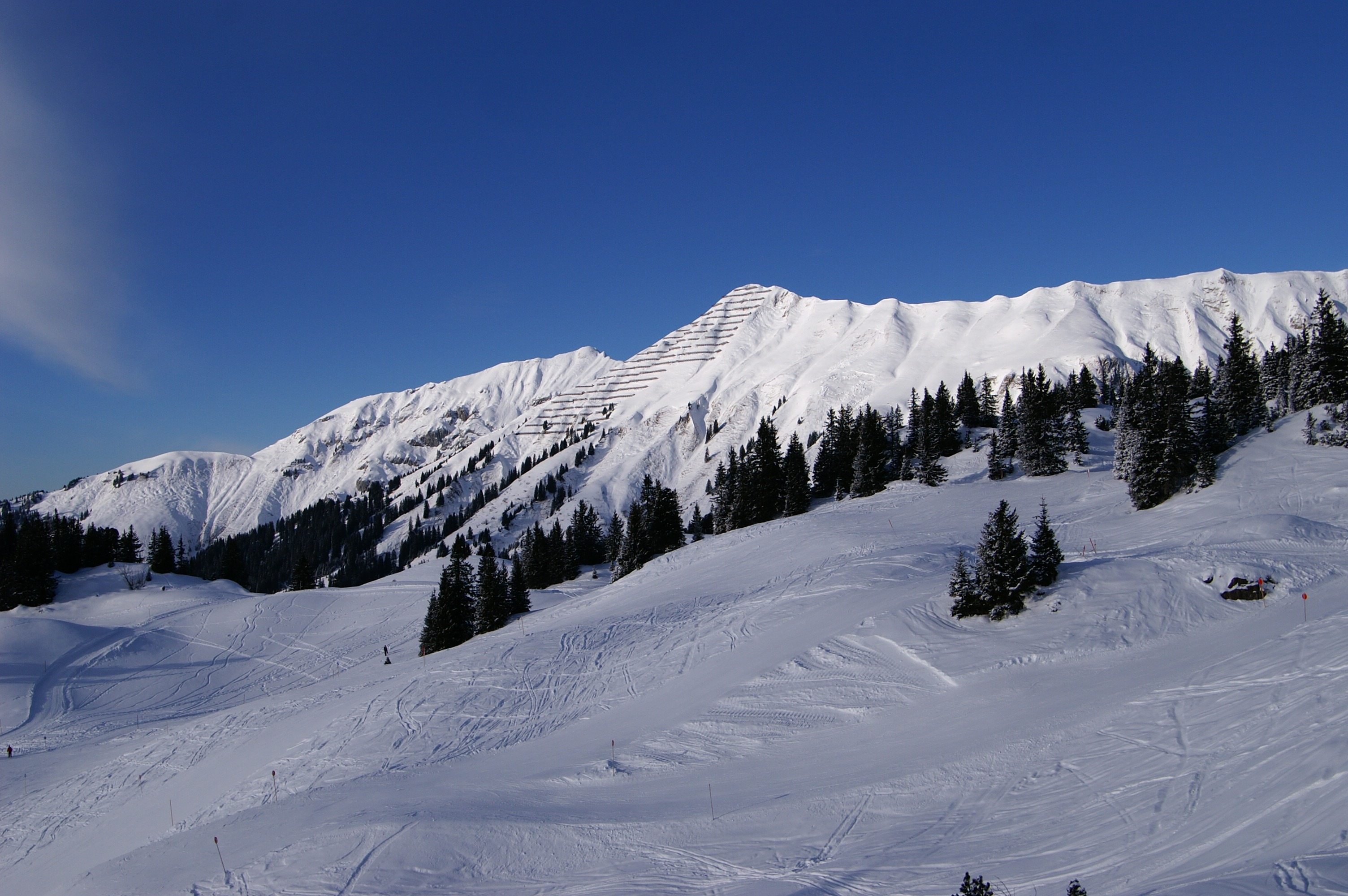
Südflanke
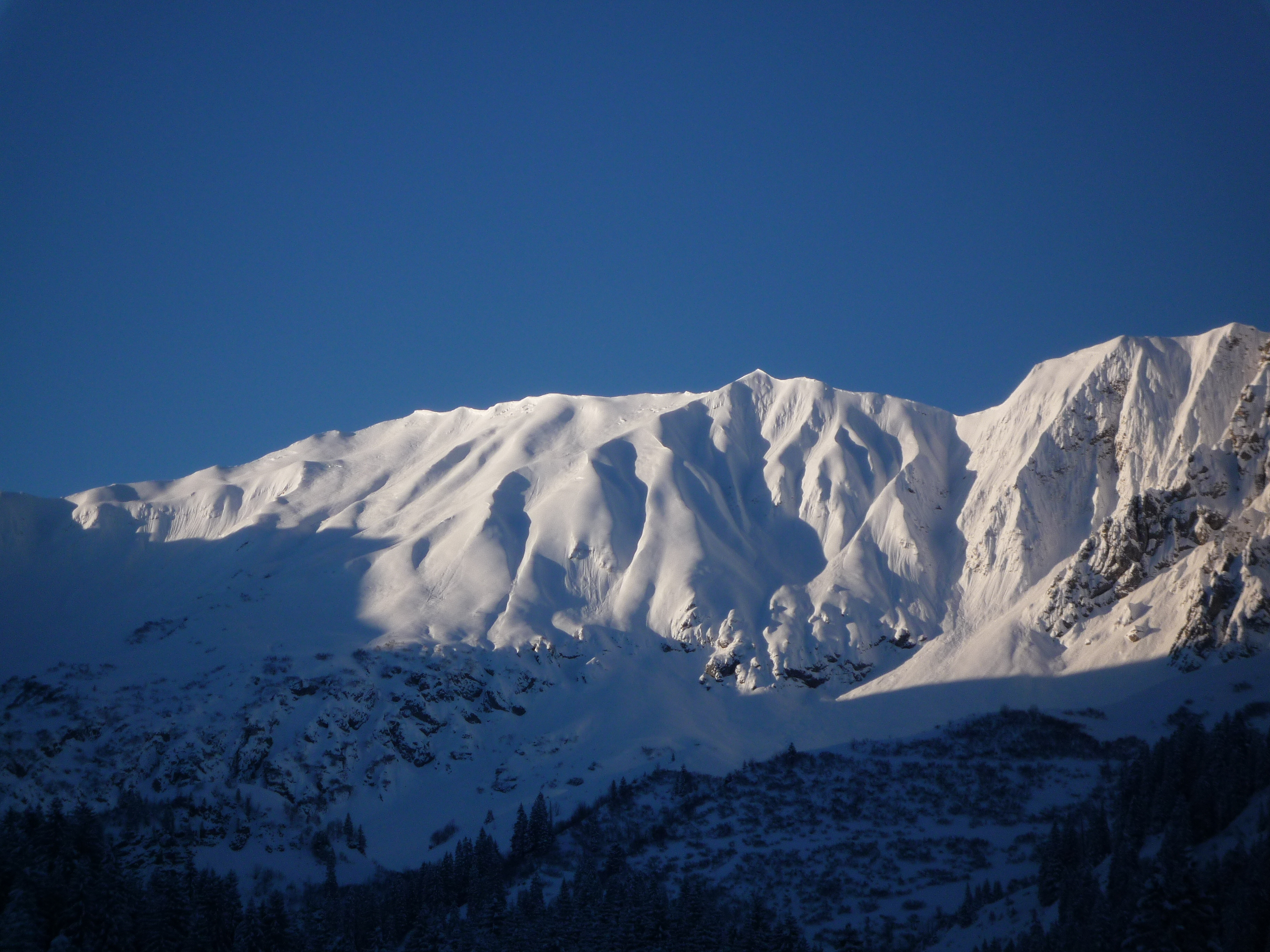
Ostflanke
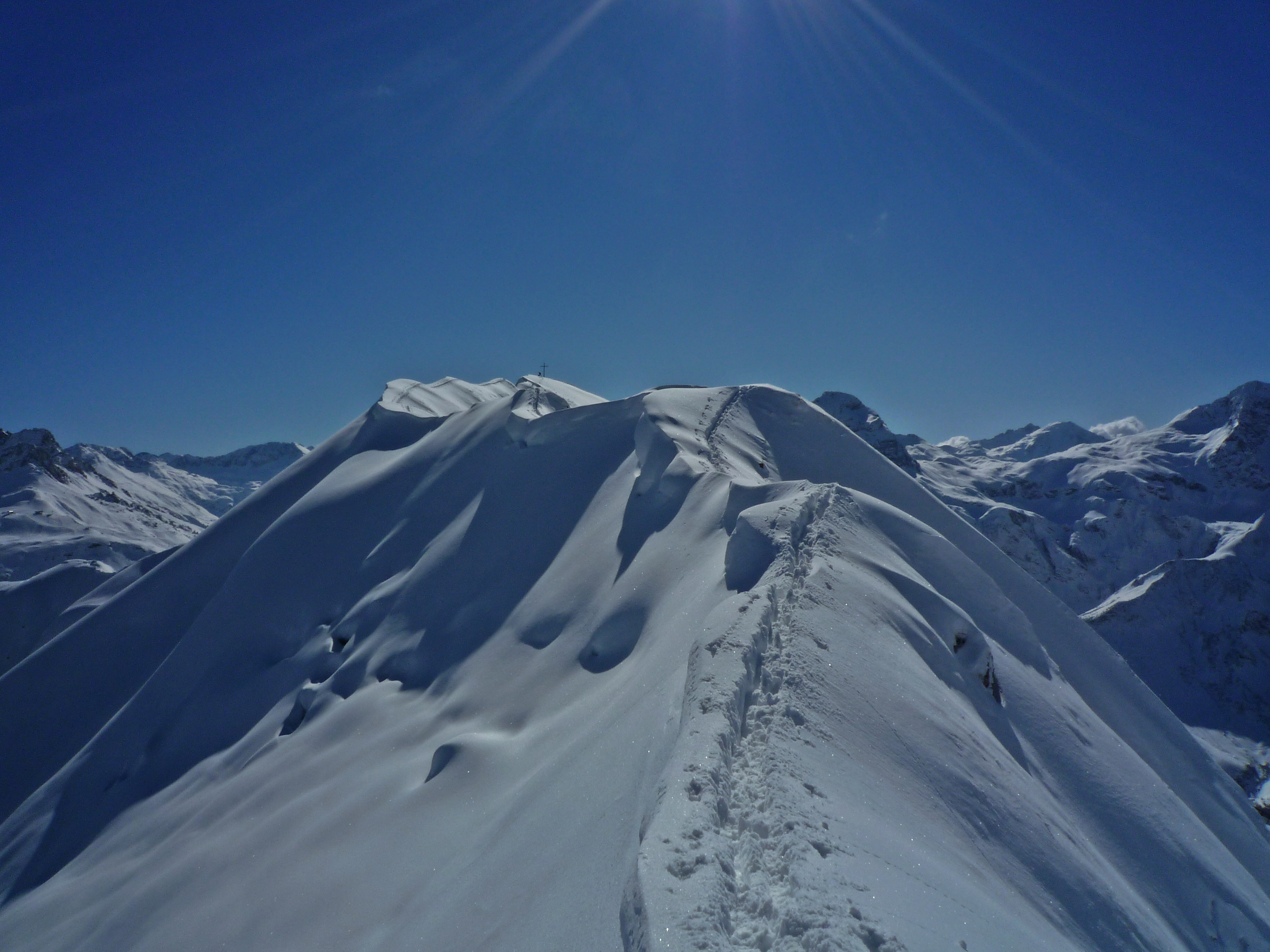
Nordgrat zum Gipfel
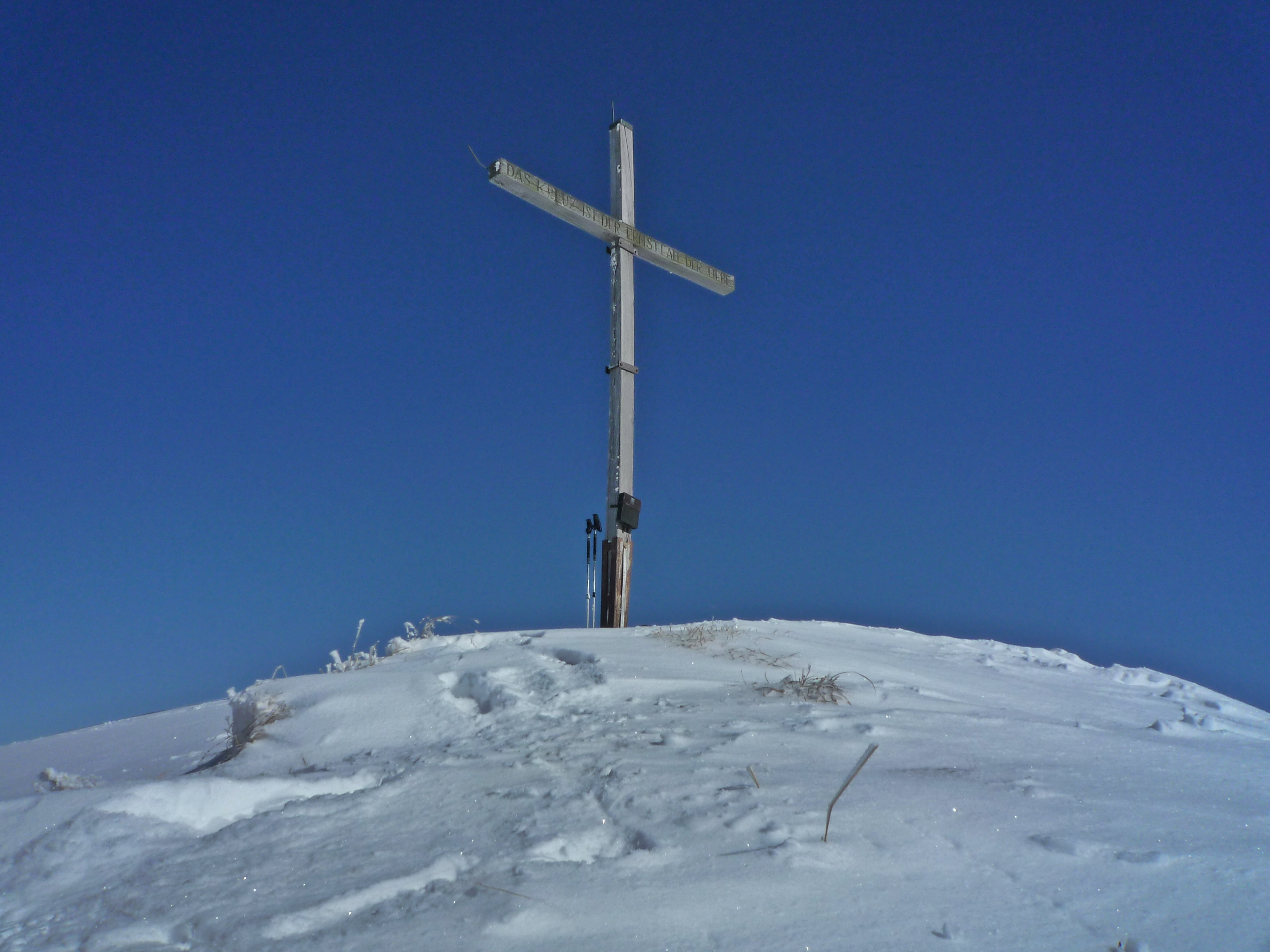
Gipfelkreuz
Panorama von der Höferspitze